# Dietrich Nikolaus Winkel
Dietrich Nikolaus Winkel (Lippstadt, 1776 – Amsterdam, 28 september 1826) was een Duits-Nederlands instrumentbouwer en uitvinder. Hij vond onder andere de voorloper van de metronoom uit en het Componium, een automatisch orgel naar voorbeeld van het Panharmonicon.

## Biografie
De in Duitsland geboren Winkel vestigde zich kort na 1800 in Amsterdam, waar hij eerst als leerling en naderhand als firmant bij de uurwerkmakerij Leib werkte. Later legde hij zich neer op het maken van muziekinstrumenten. In 1814 deed Winkel een belangrijke uitvinding. Hij stelde vast dat als een pendel boven en onder het draaipunt met gewichten verzwaard werd, deze een laag slingertempo kon produceren van 40 to 60 tikken per minuut. Het eerste instrument werd aangeschaft door het Hollandsch Instituut van Wetenschappen, Letterkunde en Schoone Kunsten in Amsterdam, welke deze 'chronometer' officieel registreerde op 14 augustus 1815.
De Weense instrumentmaker Johann Nepomuk Maelzel kopieerde en verbeterde Winkels uitvinding en liet hem als "Maelzel Metronoom" op zijn naam in Parijs patenteren. Maelzel wist daarmee een enorm commercieel succes te behalen. Ondanks dat na een langdurige rechtszaak de uitvinding uiteindelijk werd toegeschreven aan Winkel heeft hij er nauwelijks financieel van geprofiteerd.
In 1821 vond hij het Componium uit, een mechanisch kabinetorgel die zodanig geconstrueerd is dat deze door toevallige automatische combinatie van de onderdelen gevarieerde melodieën tot in het eindeloze kan afspelen. Een model van Winkels componium wordt tentoongesteld in het Muziekinstrumentenmuseum te Brussel.